# Manuels Haynes
La Haynes est une série de manuels pratiques publiés par les Éditions Haynes à l'intention des professionnels de la réparation automobile ainsi que des bricoleurs compétents. Bien que cette série (qui couvre une large gamme – 300 modèles de voitures et 130 modèles de motocycles – de marques, de modèles et d'années) soit surtout consacrée à la construction, la maintenance et la réparation des véhicules automobiles, elle comprend aussi des manuels sur les hommes, les bébés, le sexe et les femmes.
Les manuels concernant les véhicules automobiles partent du démontage et du remontage du véhicule étudié et comportent des instructions pas à pas, accompagnées de diagrammes et de photographies d'un remontage réel.
Les manuels Haynes sont publiés en quinze langues.
Le 13 février 2020, Infopro Digital annonce son intention de racheter les Éditions Haynes. L’éditeur anglais rejoindrait ainsi son concurrent français E-T-A-I dans le giron d'Infopro Digital. 
En juin 2020, Infopro digital obtient le feu vert des autorités britanniques pour le rachat de Haynes Publishing Group, société cotée à Londres. Son président Christophe Czajka devrait mettre 130 millions d'euros sur la table pour cette acquisition.

## Source
- (en) Cet article est partiellement ou en totalité issu de l’article de Wikipédia en anglais intitulé « Haynes Manuals » (voir la liste des auteurs).